# Vernaya nushanensis
Vernaya nushanensis — це нещодавно описаний вид гризунів родини Muridae, який походить з Китаю. Це ендемік китайської провінції Юньнань, де він живе на висоті від 2700 до 3750 метрів над рівнем моря. Має довжину від голови-тулуба 69–75 мм і хвоста 113–133 мм. Череп невеликий порівняно з іншими видами роду Vernaya. Має світло-коричневе сіре хутро на спині та біле хутро на череві. Видова назва nushanensis латиною означає «Ну-Шань».